# Odesílatel
Odesílatel (řídce též odesilatel) je osoba či organizace, která sama či prostřednictvím jiné osoby podala zásilku určenou adresátovi.

## Odesílatel v poště
V poštovním provozu byla odesílatel organizací či osobou, která sama či prostřednictvím jiné osoby podala zásilku určenou k poštovní přepravě. Bývala na zásilce uvedena a až do okamžiku doručení poštou byla jejím vlastníkem.  V současném znění je Českou poštou odesílatel osoba, která na základě souhlasu se Všeobecnými podmínkami je oprávněna využívat všech dostupných služeb nabízených Poskytovatelem.

## Odesílatel v jiném druhu přepravy
Odesílatelem v přepravě dopravními prostředky (např. železnice) je osoba, která je takto uvedena v nákladním listě. Rozumí se tím osoba, která posílá zásilku příjemci. Úhradu za přepravu může hradit buď odesílatel, nebo adresát. Přepravci mají zpracované své přepravní podmínky.

## Odesílatel v internetu
Odesílatelem bývá organizace, osoba, či zařízení, která jsou autorem zprávy odeslané jako e-mail či SMS prostřednictvím elektronických komunikačních systémů.